# Real (Amarante)
Real é uma localidade portuguesa do Município de Amarante que foi sede da extinta Freguesia de Real, freguesia que tinha 6,4 km² de área e 3 142 habitantes (2011). Com as vizinhas e agregadas freguesias de Ataíde e Oliveira formou a vila de Vila Meã.
A Freguesia de Real foi extinta em 2013, no âmbito de uma reforma administrativa nacional, tendo sido agregada às freguesias de Ataíde e Oliveira, para se formar uma nova freguesia - inicialmente denominada "União das Freguesias de Real, Ataíde e Oliveira" e depois "Freguesia de Vila Meã" - da qual passou a ser a sede.

## População
| População da freguesia de Real | População da freguesia de Real | População da freguesia de Real | População da freguesia de Real | População da freguesia de Real | População da freguesia de Real | População da freguesia de Real | População da freguesia de Real | População da freguesia de Real | População da freguesia de Real | População da freguesia de Real | População da freguesia de Real | População da freguesia de Real | População da freguesia de Real | População da freguesia de Real |
| ------------------------------ | ------------------------------ | ------------------------------ | ------------------------------ | ------------------------------ | ------------------------------ | ------------------------------ | ------------------------------ | ------------------------------ | ------------------------------ | ------------------------------ | ------------------------------ | ------------------------------ | ------------------------------ | ------------------------------ |
| 1864                           | 1878                           | 1890                           | 1900                           | 1911                           | 1920                           | 1930                           | 1940                           | 1950                           | 1960                           | 1970                           | 1981                           | 1991                           | 2001                           | 2011                           |
| 892                            | 1 025                          | 896                            | 1 208                          | 1 226                          | 1 143                          | 1 358                          | 1 633                          | 1 969                          | 2 220                          | 2 071                          | 3 209                          | 3 389                          | 3 429                          | 3 142                          |

| Distribuição da População por Grupos Etários | Distribuição da População por Grupos Etários | Distribuição da População por Grupos Etários | Distribuição da População por Grupos Etários | Distribuição da População por Grupos Etários | Distribuição da População por Grupos Etários | Distribuição da População por Grupos Etários | Distribuição da População por Grupos Etários | Distribuição da População por Grupos Etários | Distribuição da População por Grupos Etários |
| -------------------------------------------- | -------------------------------------------- | -------------------------------------------- | -------------------------------------------- | -------------------------------------------- | -------------------------------------------- | -------------------------------------------- | -------------------------------------------- | -------------------------------------------- | -------------------------------------------- |
| Ano                                          | 0-14 Anos                                    | 15-24 Anos                                   | 25-64 Anos                                   | > 65 Anos                                    |                                              | 0-14 Anos                                    | 15-24 Anos                                   | 25-64 Anos                                   | > 65 Anos                                    |
| 2001                                         | 671                                          | 564                                          | 1 818                                        | 376                                          |                                              | 19,6%                                        | 16,4%                                        | 53,0%                                        | 11,0%                                        |
| 2011                                         | 475                                          | 427                                          | 1 753                                        | 487                                          |                                              | 15,1%                                        | 13,6%                                        | 55,8%                                        | 15,5%                                        |

## Património
- Antigos Paços do Concelho
- Casa do Carvalho
- Igreja do Salvador de Real
- Capela S. Brás
- Praia Fluvial
- Capela S. Roque
- Praia fluvial
- Igreja Matriz
- Escola EB1
- Capela Santo António

## Nativos célebres
Agustina Bessa-Luís